# 瓦西里·弗拉基米洛维奇·巴托尔德
瓦西里·弗拉基米洛维奇·巴托尔德（俄语：Василий Владимирович Бартольд）俄羅斯东方学學者，在突厥語民族以及中古伊斯蘭史等領域研究卓著，一生撰写了400多部相關学术著作。著有《蒙古入侵时代的突厥斯坦》、《伊斯兰百科全书》等。

## 生平
1869年11月，巴托尔德出生于圣彼得堡一个俄罗斯化日尔曼人家庭。他於1887年毕业于圣彼得堡第八文科中学，並在同年秋天进入圣彼得堡大学东方语学系阿拉伯─波斯─突厥─鞑靼语专业学习。1893年通过硕士考试。1896年，接受副教授职衔，开始在圣彼得堡大学任教。1897─1901年，任圣彼得堡大学古钱储存室保管员。
19世纪九十年代，巴托爾德完成巨著《蒙古入侵时期的突厥斯坦》。1900年秋，他将这部著作作为取得硕士学位的论文提交东方语系审查，被大学直接授予最高学位─东方历史学博士。 1901年起，任圣彼得堡大学编外教授，1906年改为编内教授。1906─1910年任东方语学系秘书。1910年被选为科学院通讯院士，1913年提升院士。多次赴中亚地区进行科学考察，尤以1902年的考察最为成功。此次考察获取了大量从未刊布使用的东方历史文献。
十月革命后，巴托爾德担任科学院东方学研究委员会常任主席，参与中亚国立大学建校筹备工作。先后协助《突厥斯坦公报》、《边疆》、《俄属突厥斯坦》、《伊朗》等杂志的编辑出版工作。除大量的学术论著之外，他还是《伊斯兰百科全书》的多产的撰稿人，先后编辑条目246条。巴托爾德認為，一切宗教都必然要适应实际生活状况，但较之其它一些宗教，在物质文化和精神文化领域，伊斯兰社团曾在文明民族里具有显著的优越地位。
1930年8月19日，因肾脏疾病在列宁格勒附近的疗养院逝世，享年61岁。 

## 著作
- 《蒙古入侵时代的突厥斯坦》，圣彼得堡，1898-1900，第一卷，原文史料编；第二卷，研究编。
- 《兀鲁伯及其时代》，彼得格勒，1918。
- 《米尔·阿里·施尔及其政治生涯》，列宁格勒，1928。

关于伊斯兰学的著作：
- 《关于法国一穆斯林关系问题》(1915)。
- 《伊斯兰教)(1918)。
- 《里海沿岸地区在穆斯林世界史上的地位》(1925)。
- 《穆赛里姆》(1925)。
- 《古兰经与大海》(1925)。

其著作全部收入：
- 《瓦·弗·巴托尔德院士全集》，莫斯科，九卷十册，1963─1976年。